# FS 744
Die Dampflokomotiven der Gattung FS 744 der Ferrovie dello Stato Italiane (FS) waren eine Weiterentwicklung der  Schlepptenderlokomotiven der Gattung FS 745. Sie wurden wie diese für den Güter- und Reisezugdienst auf steigungs- und kurvenreichen Strecken in Mittel- und Süditalien eingesetzt.

## Geschichte
Die speziell für den Güter- und Personenverkehr in Mittel- und Süditalien ausgelegte Gattung 744 bewährte sich leistungsmäßig, jedoch neigten die Treibstangenlager des Innentriebwerks zum Überhitzen. Die FS entschieden sich deshalb eine weitere Serie von 50 Lokomotiven ähnlich der Gattung 745 zu bauen, jedoch mit außenliegendem Triebwerk. Es wurden sowohl Lokomotiven mit der klassischen Walschaerts-Steuerung als auch solche mit der Caprotti-Ventilsteuerung gebaut. Sie wurden wie folgt geliefert:
| Hersteller          | Baujahr | Stückzahl | Steuerung   | Baureihe bei Ablieferung | Baureihe ab 1930 |
| ------------------- | ------- | --------- | ----------- | ------------------------ | ---------------- |
| Breda               | 1927    | 25        | Walschaerts | 744                      | 744.0            |
| Ansaldo             | 1928    | 15        | Caprotti    | 743                      | 744.1            |
| Officine Meccaniche | 1928    | 10        | Caprotti    | 743                      | 744.1            |

## Betrieb
Die Lokomotiven wurden mehrheitlich in Süditalien eingesetzt. Das Depot Salerno beheimatete 18 Lokomotiven für die Dienste auf der Strecke Salerno–Reggio di Calabria, weitere 20 Maschinen waren in Palermo und Catania auf Sizilien beheimatet. Mit der fortschreitenden Elektrifizierung in Süditalien gelangten einige Lokomotiven nach Norditalien und nach Sardinien. In den 1970er-Jahren war die ganze Baureihe ausgemustert.

## Erhaltene Lokomotiven
Es sind zwei Lokomotiven der Baureihe 744 der Nachwelt erhalten:
- 744.003 aufgestellt im Bahnhof Cagliari auf Sardinien
- 744.118 ursprünglich im Nationales Eisenbahnmuseum Pietrarsa untergebracht, später zur Aufarbeitung nach Pistoia überführt

## Technik
Die Baureihe 744 war der letzte Entwurf einer Dampflokomotive der FS, der durch das eigene Konstruktionsbüro in Florenz ausgearbeitet worden war. Er basierte auf der Baureihe 745. Die Lokomotive der Bauart Consolidation besitzt vier Kuppelachsen, wodurch die Radsatzfahrmasse tief blieb, aber trotzdem hohe Zugkräfte ausgeübt werden konnten. Damit eine Geschwindigkeit von mindestens 80 km/h erreicht werden konnte, wurden Kuppelräder mit einem Durchmesser von 1630 mm verwendet. Der mit Schmidt-Überhitzer ausgerüstete Kessel wurde von der Baureihe 685 übernommen.
Das Außentriebwerk arbeitet auf die dritte Kuppelachse, dadurch konnten die Triebstangen im Vergleich zur 745 länger ausgeführt werden. Die Dampfzufuhr wird bei den ersten 25 Lokomotiven durch eine außenliegende Walschaerts-Steuerung mit Kolbenschieber gesteuert, bei den restlichen durch eine Caprotti-Ventilsteuerung. Diese Lokomotiven wurden anfänglich der Baureihe 743 zugeordnet, bis sie 1930 der Baureihe 744.1 zugeteilt wurden. Durch leicht vergrößerte Zylinder erhöhte sich die Leistung der Baureihen 744 und 743 auf 1400 PS gegenüber der 745 mit 1250 PS.
1956 wurde versuchsweise die 744.025 mit einem Giesl-Ejektor ausgerüstet.